# 飯能市立富士見小学校
飯能市立富士見小学校（はんのうしりつ ふじみしょうがっこう）は、埼玉県飯能市にある公立小学校。

## 概要
- 在籍生徒数509名、学級数19学級（2016年5月1日現在）、教職員数44名[2]。
- 学校教育目標は「学び合う子　思いやる子　たくましい子」[3][4]。

## 沿革
- 1972年（昭和47年）4月1日 - 飯能市立飯能第一小学校分校が設置される[5][6]。
- 1974年（昭和49年）3月31日 - 校舎建設第一期工事完成[6]。
- 1975年（昭和50年）
  - 3月25日 - 校舎建設第二期工事完成[6]。
  - 4月1日 - 分校が独立し、飯能市立富士見小学校が開校する[5][6]。
  - 6月28日 - 校舎落成、開校記念式典挙行[5][6]。
  - 7月10日 - プール完成[5][6]。
  - 7月17日 - PTA発足[6]。
  - 10月7日 - 校章制定[6]。
- 1976年（昭和51年）3月4日 - 校歌制定[6]。
- 1977年（昭和52年）12月15日 - 体育館完成[5][6]。
- 1984年（昭和59年）6月27日 - 開校10周年記念式典挙行[7]。
- 1994年（平成6年）11月5日 - 開校20周年記念式典挙行[7]。
- 2002年（平成14年）4月1日 - 民間人校長として細野一郎が着任[7]。
- 2003年（平成15年）11月27日 - 校舎大規模改修・耐震補強工事完成[6]。
- 2004年（平成16年）
  - 11月15日 - 体育館大規模改修・耐震補強工事完成[6]。
  - 11月27日 - 開校30周年記念式典挙行[7]。
- 2006年（平成18年）5月27日 - ポプラ2本植樹[6]。
- 2008年（平成20年）5月27日 - 西門改修工事[1]。
- 2009年（平成21年）5月27日 - 埼玉県チャレンジ事業、裏庭完成[6]。
- 2014年（平成26年）6月25日 - 開校40周年記念式典挙行[7]。

## 通学区域
出典
- 八幡町（1番8号〜1番18号、8番1号〜8番5号、8番18号、8番19号、8番23号、8番24号）
- 新町
- 東町
- 柳町（1番〜19番、25番、26番）
- 大字中山（152番2、215番1、215番6〜215番8、218番2、262番1、262番4、262番6、263番〜280番、282番〜283番4、284番2、284番3、285番2〜285番6、286番2〜286番4、287番3、287番4、287番6、363番1、363番5〜364番5）
- 栄町
- 緑町
- 大字双柳（1番から395番(218番1〜281番4を除く)、398番〜450番、488番2、488番12、491番2、491番4〜491番7）
- 大字青木
- 大字中居

## 進学先中学校
- 飯能市立飯能第一中学校 - 敷地が隣接。

## 通学区域内の主な施設
※印が付されている施設は、本校と敷地が隣接している。
- 東町：東飯能駅
- 柳町：国際興業バス飯能営業所、飯能郵便局
- 栄町：丸広百貨店飯能店、飯能信用金庫本店
- 緑町：NTT東日本飯能緑町ビル
- 双柳：飯能市役所（※本庁舎・本庁舎別館）、※富士見地区行政センター・富士見公民館、飯能市立図書館富士見分室、飯能県土整備事務所、飯能合同庁舎（さいたま地方法務局飯能出張所、さいたま地方検察庁飯能区検察庁、所沢公共職業安定所飯能出張所）、飯能市役所第2庁舎（教育センター）、埼玉県飯能合同庁舎（飯能県税事務所、川越農林振興センター林業部）、さいたま家庭裁判所飯能出張所、飯能簡易裁判所、総合福祉センター（児童センター）、保健センター、勤労青少年ホーム、飯能警察署、東京電力川越支社飯能営業センター、西武ガス本社

## 交通アクセス
所在地：埼玉県飯能市双柳1番1号。
- JR東日本八高線・西武池袋線東飯能駅より徒歩7分[8]。
- 西武池袋線飯能駅より徒歩約15分[8]。